# Łukasz Watzenrode
Łukasz Watzenrode (niem. Lukas Watzenrode, ur. 30 października 1447 w Toruniu, zm. 29 marca 1512 w Toruniu) – biskup warmiński, dyplomata, mecenas sztuki i nauki.

## Życiorys
Pochodził z zamożnej rodziny mieszczan toruńskich; jego siostra była matką Mikołaja Kopernika. Studiował w Akademii Krakowskiej (1463–1464), na uniwersytecie w Kolonii (1465–1468, mgr sztuk wyzwolonych) i w Bolonii (1470–1473, doktor prawa kanonicznego). W uczelni bolońskiej, jeszcze przed obroną doktoratu, był wykładowcą. Po powrocie do Torunia kierował szkołą przy kościele św. Jana. W połowie lat 70. XV wieku wdał się w romans z Elżbietą Rackendorff, z którą miał syna urodzonego w 1475 roku Filipa Teschnera (nazwisko przyjęte od ojczyma – Jana Teschnera).
W 1478 otrzymał święcenia kapłańskie, jednak już wcześniej rozpoczął gromadzenie licznych godności kościelnych. Był kanonikiem chełmińskim (1475), włocławskim (1478), warmińskim (1479), gnieźnieńskim (1485), a także archidiakonem kaliskim (1482), oficjałem gnieźnieńskim (1482), scholastykiem łęczyckim (1485). W latach 1477–1488 pełnił obowiązki sędziego duchownego przy osobie biskupa kujawskiego i prymasa Zbigniewa Oleśnickiego.
Biskup warmiński Mikołaj Tungen upatrzył Watzenrodego jako swojego następcę; stary biskup, zwolennik niezależności Warmii od Królestwa Polskiego, nie chciał dopuścić do realizacji planów króla Kazimierza Jagiellończyka, który zamierzał osadzić na warmińskiej stolicy biskupiej swojego syna Fryderyka. Jesienią 1488 Watzenrode udał się do Rzymu, aby uzyskać papieskie zatwierdzenie dla swojej osoby jako koadiutora Tungena. Nie doszło jednak do tego, Mikołaj Tungen zmarł 14 lutego 1489.
Kapituła warmińska, również nieprzychylna kandydaturze królewicza, podjęła pospieszną decyzję o wyborze Watzenrodego, mimo braku zatwierdzenia jego koadiutorii. Zgodnie z porozumieniem z 1479 kanonicy byli zobowiązani do wyboru osoby „miłej królowi”; uzasadniono wybór Watzenrodego jego wieloletnią współpracą z prymasem Oleśnickim, przypomniano również, że ojciec nowego biskupa wspierał stronę polską w wojnie trzynastoletniej.
18 maja 1489 wybór Watzenrodego zatwierdził papież Innocenty VIII; w czerwcu tego samego roku Watzenrode przybył w przebraniu księgarza na Warmię i objął rządy w diecezji. Sakrę przyjął przed 1 czerwca 1489 roku. Zyskał poparcie stanów pruskich, wielkiego mistrza zakonu krzyżackiego oraz części duchowieństwa polskiego; król Kazimierz zmarł w 1492, nie przyjmując do łask biskupa do końca życia. Watzenrode pojednał się jednak z jego następcą, Janem Olbrachtem i złożył hołd w 1494. Był doradcą króla, a także kolejnych panujących – Aleksandra i Zygmunta Starego. 6 maja 1499 roku podpisał w Krakowie akt odnawiający unię polsko-litewską. Był sygnatariuszem unii piotrkowsko-mielnickiej w 1501 roku. Podpisał dekret elekcyjny Aleksandra Jagiellończyka na króla Polski 3 października 1501 roku.
Początkowo uchodzący za zwolennika niezależności Warmii od Polski (podobnie jak Tungen), z czasem dążył do uściślenia związków między tymi ziemiami, a ograniczenia roli Gdańska, stanów pruskich oraz przede wszystkim zakonu krzyżackiego. W Kurii Rzymskiej podważał prawne podstawy istnienia zakonu, podejmował także starania (wspólnie z Filipem Kallimachem) o przeniesienie Krzyżaków na Podole, aby tam walczyli z niewiernymi, a Prusy Krzyżackie przyłączono do Korony. Widział jako swojego następcę osobę blisko związaną z Polską (np. Jana Oleśnickiego lub Rafała Leszczyńskiego).
Opinii biskupa nie podzielała w większości kapituła warmińska; współpraca kanoników z biskupem nie układała się, obok innych poglądów na przyszłość Warmii pewnym czynnikiem był apodyktyczny charakter Watzenrodego, który nie znosił sprzeciwu.
Był mecenasem sztuki, kościoły Warmii zawdzięczają mu wiele cennych dzieł, ołtarzy, kielichów, szat liturgicznych; zgromadził pokaźny księgozbiór, inicjował druk pierwszych na Warmii ksiąg liturgicznych, miał w planach powołanie uniwersytetu w Elblągu.
Jako zwierzchnik diecezji przeprowadził synod diecezjalny (1496), doprowadził do nominacji pierwszego stałego biskupa pomocniczego Jana Wildego, mianował także pierwszego archidiakona kapituły warmińskiej (1502) – Jana Scultetiego. W 1497 mianował kanonikiem warmińskim swojego siostrzeńca Mikołaja Kopernika (potem wprowadził do kapituły także brata Mikołaja, Andrzeja), nad którym roztoczył opiekę.
Podpisał konstytucję Nihil novi na sejmie w Radomiu w 1505 roku. Jako komisarz królewski 18 września 1506 roku ogłosił statut Prus Królewskich.
Watzenrode zmarł w Toruniu w czasie podróży powrotnej z zaślubin króla Zygmunta z Barbarą Zapolya. Kapituła nie spełniła woli zmarłego i nowym biskupem wybrała Fabiana Luzjańskiego.